# Entre muntanyes
Entre Muntanyes és un llargmetratge documental andorrà dirigit per David Haro Torné. Es va estrenar el 25 d'abril del 2019 als Cinemes Illa Carlemany d'Escaldes-Engodrany.
El documental es va dur a terme gràcies al finançament dels set comuns d'Andorra, del Govern d'Andorra i de donacions privades.
El rodatge va tenir lloc entre els mesos de juliol i agost del 2017 a la casa de colònies d'AINA, a Canillo, Andorra. La producció es va allargar dos anys i va comptar amb un equip format per més de trenta persones procedents d'Andorra, Mèxic, Portugal, Itàlia, Alemanya i Espanya.

## Argument
L'obra fa conèixer la tasca educativa que ha dut a terme durant més de quaranta anys mossèn Ramon de Canillo al capdavant de les colònies populars d'AINA, i és un homenatge a totes les persones que, al llarg dels anys, han cregut i col·laborat en el projecte. S'hi relaten els orígens de la casa de colònies d'AINA, que va néixer l'any 1976 i ha acollit més de 25.000 nens i 1.800 monitors.